# Sitobion neusi
Sitobion neusi är en insektsart. Sitobion neusi ingår i släktet Sitobion och familjen långrörsbladlöss. Inga underarter finns listade i Catalogue of Life.